# Стационе (Ђенова)
Стационе је насеље у Италији у округу Ђенова, региону Лигурија.
Према процени из 2011. у насељу је живело 25 становника. Насеље се налази на надморској висини од 403 м.